# Dom egzorcyzmów
Dom egzorcyzmów (tytuł oryg. Lisa e il diavolo) − film fabularny z 1973 roku w reżyserii Mario Bavy, powstały jako koprodukcja trzech państw: Włoch, Republiki Federalnej Niemiec i Hiszpanii. W filmie w rolach głównych wystąpili Elke Sommer, Telly Savalas, Sylva Koscina oraz Alida Valli. Premiera odbyła się 9 maja 1973 podczas 26. Festiwalu Filmowego w Cannes. Akcja obrazu toczy się w Toledo, a fabuła koncentruje się na losach turystki, która błądząc po mieście trafia do posiadłości ekscentrycznych hiszpańskich arystokratów. Dochodzi tam do tajemniczych, niemal paranormalnych zdarzeń, za którymi zdaje się stać upiorny lokaj domu.
Istnieją dwie wersje dzieła − oryginalna wersja w reżyserii Mario Bavy oraz reedycja zatytułowana The House of Exorcism, wyreżyserowana przez Bavę i Alfredo Leone. Reedycja została nakręcona w celu otrzymania zezwolenia na szeroką dystrybucję w kinach amerykańskich, zgodnie z planem Leone. Oryginalna wizja Bavy zyskała aprobatę krytyków, którzy chwalili jej oniryczny, mroczny klimat oraz poetycki charakter. Wersja Alfredo Leone zebrała negatywne recenzje.

## Opis fabuły
Toledo w Hiszpanii. Podczas zwiedzania zabytkowej części miasta uwagę Lisy przykuwa fresk przedstawiający diabła dręczącego niewinnych ludzi. Turystka odłącza się od swojej grupy i gubi się w niemal opuszczonej części miejscowości. Przypadkiem trafia na parę bogaczy i ich szofera, którzy postanawiają podwieźć ją we wskazane miejsce. Pech chce, że psuje im się samochód. Czwórce nieszczęśników z pomocą przychodzi mieszkająca na odludziu rodzina arystokratów, która udziela im schronienia. W wielkiej rezydencji dochodzi do tajemniczych, niemal paranormalnych zdarzeń. Lisa podejrzewa, że może za nimi stać przerażający lokaj milionerów, diabelski Leandro.

## Obsada
- Telly Savalas − Leandro
- Elke Sommer − Lisa Reiner
- Sylva Koscina − Sophia Lehar
- Alessio Orano − Maximilian
- Alida Valli − Hrabina
- Gabriele Tinti − George
- Eduardo Fajardo − Francis Lehar
- Kathy Leone − przyjaciółka Lisy
- Franz von Treuberg − sklepikarz
- Espartaco Santoni − Carlo
- Robert Alda − Ojciec Michael (sceny z wersji House of the Exorcism)

## Produkcja
Zdjęcia do filmu kręcono w Toledo, Barcelonie i Madrycie od 10 września do 28 listopada 1972 roku. Od 2 do 18 kwietnia 1974 kręcono materiał dodatkowy, który wykorzystano w reedycji obrazu. Szacowany budżet, jakim operowali twórcy, wynosił milion dolarów amerykańskich.

## Kontrowersje
Kontrowersje wzbudziła decyzja dotycząca reedycji dzieła. We Włoszech film Bavy nie odniósł sukcesu komercyjnego, przez co w Stanach Zjednoczonych doczekał się bardzo ograniczonej dystrybucji. By otrzymać zezwolenie na szeroką emisję w kinach amerykańskich, producent Alfredo Leone przekonał reżysera, by zrekonstruować projekt, kręcąc nowy materiał i przemontowując całość. W ten sposób Leone chciał dostosować Dom egzorcystów do aktualnych trendów w gatunku horroru i przy okazji ponownej dystrybucji sprzedać film jako klona Egzorcysty w reżyserii Williama Friedkina. W nowej wersji filmu obsadzono Roberta Aldę, który wystąpił jako ksiądz o imieniu Michael. Z oryginalnego materiału wycięto blisko dwadzieścia minut ujęć (w tym zakończenie filmu), a dokręcone sceny zmontowano z pozostałymi. Fabuła drugiej wersji Domu egzorcystów stawia akcent na wątku paranormalnym − postać grana przez Elke Sommer zostaje opętana przez demona. Alfredo Leone żądał, by reedycja charakteryzowała się profanacją i mocną erotyką. Bava nie chciał jednak kręcić filmu w ten sposób, przez co większość nowego materiału wyreżyserował ostatecznie Leone.
Reedycja, pod tytułem The House of Exorcism, w USA wydana została 9 lipca 1976 roku. Została klapą finansową oraz spotkała się z niekorzystnym przyjęciem krytyki. Od tytułu reedycji pochodzi oficjalny tytuł polski − Dom egzorcyzmów. Serwis Internet Movie Database (IMDb) traktuje oryginalną wersję Mario Bavy oraz wersję The House of Exorcism jako dwie odrębne produkcje.

## Recenzje
W recenzji dla witryny AllMovie Patrick Legare uznał, że „oryginalne wydanie Bavy bywa zagmatwane, jednak jest znacznie lepsze niż historia opętania z reedycji”. Legare dodał, że strona wizualna filmu zasługuje na gromki aplauz. Staci Layne Wilson (horror.com) chwaliła przede wszystkim grę aktorską Telly'ego Savalasa oraz reżyserię Bavy.

## Odbiór komercyjny
Zyski z wyświetlania oryginalnej wersji filmu w hiszpańskich kinach wyniosły 7 464 204 pesety. We Włoszech film poniósł porażkę w notowaniu box-office'u.

## Festiwale filmowe
Film zaprezentowano podczas następujących festiwali filmowych:
- 1973: Francja − 26. Międzynarodowy Festiwal Filmowy w Cannes[11]
- 1974: Francja − 2. Avoriaz Fantastic Film Festival[11]
- 2013: Grecja − Panorama of European Cinema[11]